# Lancelot Royle
Lancelot Royle, född 31 maj 1898 i Barnet i Storlondon, död 19 juni 1978 i London, var en brittisk friidrottare.
Royle blev olympisk silvermedaljör på 4 x 100 meter vid sommarspelen 1924 i Paris.